# 沼部美由紀
沼部 美由紀（ぬまべ みゆき）は、日本の実業家。
他に類を見ないバレエシューズ専門ブランド「ファルファーレ」や「トレコード」、セレクトショップ「ジャスミンスピークス」を運営する株式会社クロシェホールディングス代表取締役。多くのヒット商品を生み、そのユニークな経営手法が評価され関西財界セミナー賞2019「輝く女性賞」を受賞。

## 人物
1969年兵庫県生まれ。甲南大学卒業後、住友銀行（現三井住友銀行）入行。1996年、日本に進出したイギリスの食器メーカーの窓口として創業。1998年アパレル業界に進出し、ワンマイルウエアを主体にしたインポートのセレクトショップ「ジャスミンスピークス」を立ち上げ、順調な滑り出しを見せるが、競合店が出店したため、差別化の一環として、その後独自ブランドの開発を行う。並行して自身の出産、子育ての経験からフルでの仕事との両立は厳しいと判断。いかに効率よく働けるかを考えるにいたり、2008年よりはそのための具体的な取組みを行い、子供のいる社員を対象に短時間勤務を導入。スカイプやチャットなどインターネットコミュニケーションツールを活用したり、人員配置に工夫を凝らすなどしたほか、フレックスタイムの導入や残業の禁止などを取り入れた結果、各自の生産性向上に寄与。こうした実体験を元に「女性の働き方改革」のテーマで講演活動も行っている。
1999年には自社開発のカットソーブランド「パドゥリオン」を導入。4800円の価格と50色の豊富な色展開と着心地の良さで、1年間で10万枚（10年間で100万枚）を売るヒットアイテムとなる。パドゥリオンの成功で業績は順調に推移し、現在の所在地に自社ビルを取得。東京進出を果たす。
2013年に立ち上げたバレエシューズ専門のブランド「ファルファーレ」は2014年から2018年までの5年間で22万足を売り上げるヒット商品となり新市場を開拓。商材を広げていく中で靴に対する消費者の不満が大きいことに目を付け、履き心地の良い靴を企画しようと考えた。ブランド名は前面に付いているリボンの形にちなみチョウを意味するイタリア語「ファルファーレ」とし、色彩は20色を用意。立ち上げ時はラバーのバレーシューズとして、2014年以降は日本のバレーシューズとして、製造はすべて神戸・長田区の職人による。常設店舗を持たない期間限定店での販売や独自の販売方法で品質向上と在庫の効率化を実現したことや、神戸市長田区の靴職人の技術や品質の良さを消費者に伝えることで地場産業の振興に貢献したことなどが評価され、関西財界セミナー賞2019「輝く女性賞」を受賞した。また、ジャスミンスピークスでは、繊研新聞社主催のディベロッパー＆テナント大賞の「敢闘賞」を2018年度まで3年連続受賞している。

## 略歴
- 1969年 - 兵庫県生まれ。
- 甲南大学卒業後住友銀行（現三井住友銀行）入行。
- 1996年 - 10月、イギリスの食器メーカーの日本進出を機に窓口として創業。インポート雑貨とテーブルウエアの輸入業「リュートギャラリー」創業[5][8]。
- 1998年 - アパレル分野に進出し、セレクトショップ「ジャスミンスピークス」を立ち上げ、その後「トレコード」をはじめ、多くの独自ブランドの開発を行う[8]。
- 1999年 - 自社開発のカットソーブランド「パドゥリオン」をヒットさせる。11月、JasminSpeaks六甲アイランド店開店[5]。
- 2002年 - 3月、株式会社クロシェ創業[5]。
- 2004年 - 11月、JasminSpeaks芦屋店開店[5]。
- 2005年 - 4月、JasminSpeaksくずは店開店[5]。
- 2006年 - 8月、オンラインショップ開店[5]。
- 2009年 - 8月、東京オフィス開設[5]後、リーマンショックの影響でクロシェの売上が4割減。2年間低迷する。
- 2010年 - 2月、青山ショールームオープン。3月、JasminSpeaks青山店開店。ジャスミンスピークスの原点となるワンマイルウエアブランド「アンコニュ」スタート。8月、JasminSpeaks大阪店開店[5]。
- 2011年 - 自らの趣味のキャンプをベースとする「ティーピー・オブ・ザ・デイ」を開発。「都会に自然」をテーマにダウンベストや服飾雑貨を展開。8月、JasminSpeaks大阪店開店。11月、JasminSpeaks京都店開店[5]。
- 2012年 - JasminSpeaks神戸住吉店開店[5]。
- 2013年 - 雑誌『ストーリー』（光文社）とファルファーレ、トレコード、アンコニュの3ブランドとコラボレーション企画をスタート。4月、TRECODE大阪店開店[5]。9月、TRECODEなんば店開店[5]。街歩き用バレエシューズの専門ブランド「ファルファーレ」を立ち上げる[9]
- 2014年 - 11月、TRECODE岡山店開店[5]。
- 2016年
  - 3月8日、神戸市が進める働き方改革のプロジェクト（イクボス養成プロジェクト）のパネラーとして、経営者としての取り組みを披露[13]。
  - 7月16日、第3回「ステキ☆塾2016」で、大学生に対しキャリアデザインを講義する[14]。
  - 9月、farfalle大阪店開店[5]。
- 2017年 - 「ファルファーレ」が年間約7万足の売上げを記録[9]。
- 2018年 - 3月、「ジャスミンスピークス」が繊研新聞社「ディベロッパーが選んだテナント大賞 敢闘賞（地方都市圏）」受賞[15]。9月、シェアオフィスcreamaisonオープン[5]。同年1月期の売上は14億円と中堅クラスのファッション企業に成長。「ファルファーレ」の売上は年間8万足を超える勢いに[8]。
- 2019年 - 2月8日、関西財界セミナー賞2019「輝く女性賞」受賞[16][7]。クロシェグループが2月よりホールディングス制を敷き、ファッション事業はすべて事業会社のクロシェに集中する[17]。

## メディア出演

### テレビ
- 2012年11月24日 - よみうりテレビ『BEAT 時代の鼓動』[18]
- 2018年8月26日 - NHK『ルソンの壺』 ～8月号～「女性が創る“新”マーケット」[19][20]
- 2021年7月16日 - TV東京『ガイアの夜明け』[21]

### 新聞
- 2020年4月7日 - 神戸新聞『けいざいｅｙｅｓ ここち良さを、あたらしい視点から－アパレル社長の人生コーデ術』[22]
- 2020年7月25日 - 繊研新聞『レディスアパレル、靴のクロシェ 24年までに受注生産を8割に』[23]
- 2020年7月26日 - 繊研新聞『クロシェHD沼部代表取締役に聞く 過剰生産、大量廃棄の流れ変える』[24]
- 2020年8月7日 - 神戸新聞『企業研究2020（6）クロシェHD 沼部美由紀社長』[25]
- 2020年8月28日 - 繊研新聞『アパレル企業のサステイナビリティー（レディス特集）』[26]
- 2021年9月22日 - 神戸新聞『企業探訪 学生が聞く（４）クロシェホールディングス・沼部美由紀社長（５１）』[27]
- 2025年5月26日 - 神戸新聞『マイストーリー（1）創業30年 アパレル産業、もっと輝かせたい』[28]
- 2025年6月2日 - 神戸新聞『マイストーリー（2）新しい視点 バイヤー経験生かす』[29]
- 2025年6月16日 - 神戸新聞『マイストーリー（3）突然の失速 10年間あぐらかき、アイデア浮かばず』[30]
- 2025年6月23日 - 神戸新聞『マイストーリー（4）ポップアップとEC 悔しさバネに、新たな販売形態』[31]
- 2025年6月30日 - 神戸新聞『マイストーリー（5）起業時からの目標　「女性の経済的自立」実現が使命』[32]

### 雑誌・専門誌
- 2020年11月号 - 『月刊 神戸っ子』「輝く女性Ⅲ Vol.10」[33]
- 2021年6月号 - 『月刊 神戸っ子』〈カルチャーを通して、街をデザインする〉シリーズ #1「本気で描く、神戸の新地図。」[34]
- 2021年7月号 - 『理念と経営』「逆境！その時、経営者は…」[35]
- 2021年8月号 - 『月刊 神戸っ子』「変わっていく働き方」[36]
- 2021年10月号 - 『月刊 神戸っ子』「おもろい人のつながりが創る未来」[37]
- 2021年12月号 - 『月刊 神戸っ子』〈カルチャーを通して、街をデザインする〉シリーズ #4 P,58「『神戸1923プロジェクト』で神戸に新風を」[38]
- 2022年2月号 - 『月刊 神戸っ子』〈カルチャーを通して、街をデザインする〉シリーズ #5「軸はぶらさず事業を広げる」[39]
- 2022年4月号 - 『月刊 神戸っ子』〈カルチャーを通して、街をデザインする〉シリーズ #6「Let’s アトツギ！ “家業を継ぐ”にワクワクを」[40]

## 講演
- 2022年1月26日 - 神戸商工会議所×起業プラザひょうご「懇談会」講演[41]

## 受賞歴
- 2019年2月 - 『神戸商工会議所女性会』「関西財界セミナー賞〈輝く女性賞〉」[42]
- 2021年4月 - 『全国ネットショップグランプリ』「第13回 準グランプリ（CLOCHE ONLINE SHOP）」[43]